# Peggy Sander
Peggy Sander (* 2. Dezember 1969 in Ost-Berlin) ist eine deutsche Synchronsprecherin. Sie ist die Tochter des Schauspielers Rüdiger Sander und die ältere Schwester des Schauspielers Tim Sander.

## Sprechrollen (Auswahl)

### Filme
- 1995: Mallrats – für Shannen Doherty … als Rene Mosier
- 1999: Summer of Sam – für Mira Sorvino … als Dionna
- 2004: The Grudge – Der Fluch – für Clea DuVall … als Jennifer
- 2005: Miss Undercover 2 – Fabelhaft und bewaffnet – für Regina King … als Sam Fuller
- 2006: Das Omen – für Nikki Amuka-Bird … als Dr. Becker
- 2006: Der Teufel trägt Prada – für Tracie Thoms … als Lily
- 2010: Kiss & Kill – für Lisa Ann Walter … als Olivia Brooks
- 2010: So spielt das Leben – für Jessica St. Clair … als Beth
- 2012: Pitch Perfect – für Ester Dean … als Cynthia-Rose Adams
- 2014: Need for Speed – für Tara Jones … als Nachrichtensprecherin
- 2015: Pitch Perfect 2 – für Ester Dean … als Cynthia Rose
- 2016: Findet Dorie – für Allison Janney … als Bella (Peach)
- 2016: Bad Moms – für Kathryn Hahn … als Carla
- 2017: Bad Moms 2 – für Kathryn Hahn … als Carla
- 2018: Snake Outta Compton – für Alison Jones … als Thesula Jones
- 2021: Geheimes Magieaufsichtsamt – für Mary O’Brady … als Baba Yaga
- 2021: Spider-Man: No Way Home – für Paula Newsome … als stellv. Vizepräsidentin des MIT
- 2024: The Deliverance – für Mo’Nique … als Cynthia Henry

### Serien
- 1994–2005, 2009: Emergency Room – Die Notaufnahme – für Alex Kingston … als Dr. Elizabeth Corday
- 1995–2005, seit 2019: JAG – Im Auftrag der Ehre, Navy CIS: L.A. – für Catherine Bell … als Sarah MacKenzie
- 1997: Cutey Honey Flash … als Sister Jill
- 2002–2006: Office Girl – für Sherri Shepherd … als Ramona Platt
- 2003–2004: X – Die Serie … als Karen Kasumi
- 2004: CSI: Den Tätern auf der Spur – für Louise Lombard … als Detective Sofia Curtis
- 2004–2006: Neon Genesis Evangelion … als Ritsuko Akagi
- 2004–2009: Desperate Housewives – für Nicollette Sheridan … als Edie Williams
- 2006: Kujibiki Unbalance … als Izumi Tachibana (OVA)
- 2007: Black Lagoon … als Balalaika
- 2007–2008: Grey’s Anatomy – für Clea DuVall … als Jennifer Robinson
- 2008: Blood Ties – Biss aufs Blut – für Christina Cox … als Privatdedektivin Vicki Nelson
- 2009: Dexter – für Kristin Dattilo … als Detective Barbara Gianna
- 2010: Dexter – für Christina Cox … als Officer Zoey Kruger
- 2010–2015: Doctor Who – für Alex Kingston … als River Song
- 2011: Dexter – für Vanessa Bell Calloway … als Krisenberaterin
- 2013: Suits – für Nadia Dajani … als Elaine Cohen
- 2017–2025: The Handmaid’s Tale – Der Report der Magd – für Ann Dowd … als Tante Lydia
- 2017–2023: The Marvelous Mrs. Maisel – für Alex Borstein … als Susie Myerson
- 2018–2022: Der Denver-Clan – für Nicollette Sheridan und Elaine Hendrix … als Alexis Carrington
- 2018–2020: Chilling Adventures of Sabrina – für Michelle Gomez … als Lilith/Madame Satan und Mary Wardwell
- seit 2021: Monster bei der Arbeit – für Alanna Ubach … als Cutter